# 可的松
可的松（cortisone）又称可體松，俗称皮质素，与皮質醇都屬於腎上腺皮質激素之中的糖皮質激素，化学学名：17-羟-11脱氢皮质（甾）酮。此术语也泛指肾上腺皮质激素型药物。

## 发现和历史
1929年，美国明尼苏达州立大学，梅奥医院药剂系主任菲利普·肖瓦特·亨奇（英文：Philip Showalter Hench）发现他的類風濕性關節炎的病人，自从得了黄疸病以后，類风湿性关节炎会不药而愈。还有患关节炎的妇女如果怀了孕，她的关节炎的症状便会减轻。他断定关节炎与一定与某种内分泌物质有关，这种物质其实就是可的松。
二次大战期间，参战双方的科学家都对可的松感兴趣。他们认为，可的松有助于缓解战争带来的情绪压抑。还可以缓解空军飞行员的高空缺氧。但是当时的技术不能大批量生产可的松。
1948年，默克制药公司（英文：Merck & Co.）首先进行了可的松的商业生产。1948年7月26日，亨奇使用100毫克可的松，成功地使類风湿性关节炎的患者的病情明显好转。在此之前，一直没有发现任何对類风湿性关节炎有效的药物。
1950年菲利普·肖瓦特·亨奇由于发现肾上腺皮质激素（可的松）及其结构和生理效应，他与爱德华·卡尔文·肯德尔、塔德乌什·赖希施泰因共同获得了1950年诺贝尔生理学或医学奖。

## 药物特性

### 性征
- 可的松自身无活性，在体内代谢生成氢化可的松才能起作用。
- 还带有一定程度的盐皮质激素样作用。[6]

### 药代动力
- 醋酸可的松口服很容易在胃肠道吸收，大约1小时血浓达到最高。
- 很快在肝内代谢成为有活性的氢化可的松，到达血浆生物学作用的半衰期只有30分钟。
- 肌肉注射则比口服吸收慢得多。[6]

### 适应症
- 肾上腺皮质功能减退症。[6]

### 用法用量

#### 用量
1. 口服：每次12.5～25毫克，每日25～100毫克；
2. 肌内注射25～125毫克/次，每日1～2次。[7]

#### 规格
1. 片剂：5毫克、10毫克、25毫克。
2. 混悬剂：50毫克／2毫升。或者250毫克／10毫升，供肌肉注射使用。[7]

## 不良反应
糖皮质激素小剂量用于替代治疗时无不良反应，但大剂量使用或者长期使用会有以下不良反应：
1. 静脉给予大剂量可的松，易引起全身性过敏反应：气短，面部、鼻粘膜、眼睑肿胀，胸闷，荨麻疹或者喘鸣等；[8]
2. 长期用药可引起以下副作用：
  1. 庫興氏症候群面容和体态；
  2. 体重异常增加；
  3. 下肢浮肿、紫纹；
  4. 易出血、创口愈合不良；
  5. 痤疮；
  6. 妇女月经紊乱；
  7. 肱或股骨头缺血性坏死；
  8. 骨质疏松或骨折；
  9. 肌无力、肌萎缩；
  10. 低血钾综合征；
  11. 恶心、呕吐；
  12. 胰腺炎；
  13. 消化性溃疡或肠穿孔；
  14. 儿童生长受到抑制；
  15. 青光眼、白内障；
  16. 良性颅内压升高综合征；
  17. 糖耐量减退和糖尿病加重。[8]
3. 患者还可出现精神症状：欣快感、激动、不安、谵妄、定向力障碍，也可表现为抑制。[8]
4. 下丘脑-垂体-肾上腺轴受到抑制。[8]
5. 停药后综合征可有以下各种不同的情况：
  1. 下丘脑-垂体-肾上腺功能减退；
  2. 停药后原来疾病已被控制的症状重新出现；
  3. 糖皮质激素的依赖综合征。[8]

## 禁忌
孕妇、哺乳期妇女、婴幼儿应当避免使用，或咨询处方医师服用。

## 扩展阅读
- Merck Index, 11th Ed., 2533.
- Woodward, R. B.; Sondheimer, F.; Taub, D. (1951). "The total synthesis of cortisone". J. Am. Chem. Soc. 73: 4057–4057. doi:10.1021/ja01152a551
- Ingle, D. J. (1950). "The biologic properties of cortisone: a review". J. Clin. Endocrinol. 10: 1312–1354.